# Aralul Mare
Aralul Mare sau Aralul de Sud a fost un lac natural endoreic format în bazinul Mării Aral, situat între Kazahstan și Uzbekistan. Lacul a apărut în 1986 în urma scăderii nivelului apelor Mării Aral și implicit, separării acesteia în două bazine acvatice independente - Aralul Mare și Aralul Mic. Până în 1987 Aralul Mic reprezenta un bazin semiînchis în nordul Mării Aral, separat de restul Aralului de insula Kokaral. 

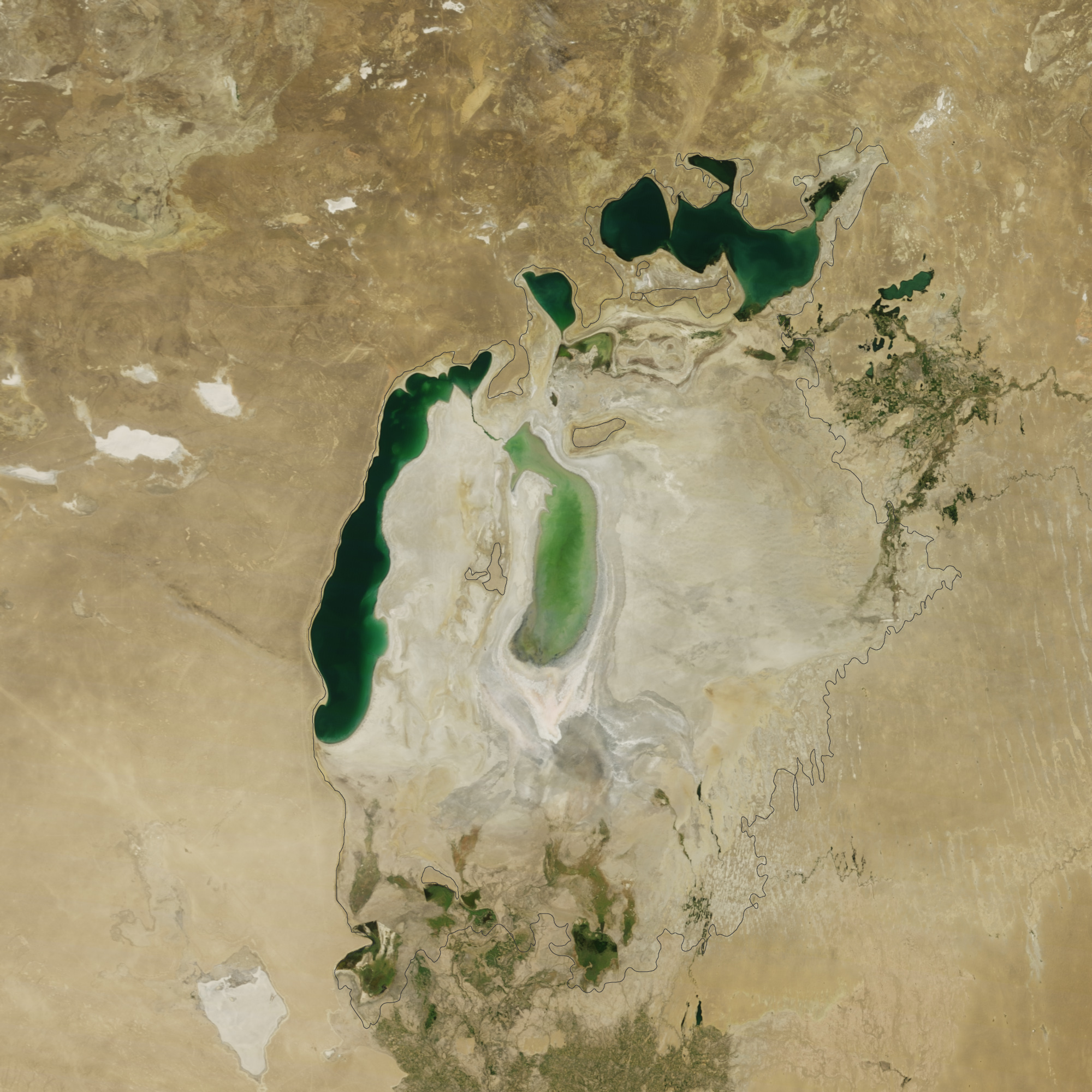
Aralul Mare în 2011. Cele trei zone cu apă din sud și vest sunt ceea ce în 2011 mai rămase din Aralul Mare.

În 2003 Aralul de Sud s-a divizat și el însuși în două bazine, estic (în prezent Aralkum) și vestic, conectate prin canalul Uzun Aral, situat la altitudinea de 29 de metri deasupra nivelului mării, care doar menținea echilibrat nivelul apelor din cele două lacuri. În 2005 Aralul Mic (din nord) a fost diguit prin Barajul Kokaral pentru a preveni deversarea în bazinul Aralului Mare — această acțiune a „tăiat” unica sursă de alimentare cu apă a lacurilor din sud. În mai 2009 lacul estic din bazinul Aralului Mare a secat definitiv. În 2010, lacul a fost umplut din nou parțial cu apă din Amudaria, dar peste 4 ani, în 2014 imagini din satelit arată că lacul estic a secat complet, în locul său fiind acum deșertul Aralkum. Lacul Aral din Vest se pare că este alimentat de ape subterane, și ar putea evita desecarea completă.